# بوتوان
بوتوان (بالإنجليزية: Butuan) هي مدينة كبيرة، تتبع كاراجا، وأغوسان ديل نورت، بلغ عدد سكانها 309709  نسمة، في 1 مايو 2010، تبلغ مساحتها 816.62 كيلومتر مربع، رمزها البريدي هو 8600.

## الموقع
تشترك في الحدود مع:
- Magallanes, Agusan del Norte [الإنجليزية]‏.

## المناخ
يظهر الجدول التالي التغييرات المناخية على مدار السنة لبوتوان:
| البيانات المناخية لـبوتوان        | البيانات المناخية لـبوتوان | البيانات المناخية لـبوتوان | البيانات المناخية لـبوتوان | البيانات المناخية لـبوتوان | البيانات المناخية لـبوتوان | البيانات المناخية لـبوتوان | البيانات المناخية لـبوتوان | البيانات المناخية لـبوتوان | البيانات المناخية لـبوتوان | البيانات المناخية لـبوتوان | البيانات المناخية لـبوتوان | البيانات المناخية لـبوتوان | البيانات المناخية لـبوتوان |
| الشهر                             | يناير                      | فبراير                     | مارس                       | أبريل                      | مايو                       | يونيو                      | يوليو                      | أغسطس                      | سبتمبر                     | أكتوبر                     | نوفمبر                     | ديسمبر                     | المعدل السنوي              |
| --------------------------------- | -------------------------- | -------------------------- | -------------------------- | -------------------------- | -------------------------- | -------------------------- | -------------------------- | -------------------------- | -------------------------- | -------------------------- | -------------------------- | -------------------------- | -------------------------- |
| الدرجة القصوى °م (°ف)             | 35.4 (95.7)                | 35.3 (95.5)                | 35.8 (96.4)                | 37.8 (100.0)               | 37.8 (100.0)               | 37.6 (99.7)                | 37.7 (99.9)                | 36.1 (97.0)                | 36.4 (97.5)                | 36.3 (97.3)                | 35.5 (95.9)                | 35.2 (95.4)                | 37.8 (100.0)               |
| متوسط درجة الحرارة الكبرى °م (°ف) | 30.2 (86.4)                | 30.8 (87.4)                | 31.8 (89.2)                | 33.1 (91.6)                | 33.7 (92.7)                | 33.1 (91.6)                | 32.6 (90.7)                | 32.9 (91.2)                | 32.9 (91.2)                | 32.4 (90.3)                | 31.7 (89.1)                | 30.8 (87.4)                | 32.2 (90.0)                |
| المتوسط اليومي °م (°ف)            | 26.3 (79.3)                | 26.6 (79.9)                | 27.3 (81.1)                | 28.3 (82.9)                | 28.9 (84.0)                | 28.5 (83.3)                | 28.2 (82.8)                | 28.4 (83.1)                | 28.3 (82.9)                | 28.0 (82.4)                | 27.5 (81.5)                | 26.9 (80.4)                | 27.8 (82.0)                |
| متوسط درجة الحرارة الصغرى °م (°ف) | 22.5 (72.5)                | 22.5 (72.5)                | 22.8 (73.0)                | 23.5 (74.3)                | 24.2 (75.6)                | 24.0 (75.2)                | 23.7 (74.7)                | 23.9 (75.0)                | 23.7 (74.7)                | 23.6 (74.5)                | 23.4 (74.1)                | 22.9 (73.2)                | 23.4 (74.1)                |
| أدنى درجة حرارة °م (°ف)           | 18.3 (64.9)                | 17.5 (63.5)                | 18.5 (65.3)                | 20.0 (68.0)                | 18.0 (64.4)                | 18.5 (65.3)                | 17.5 (63.5)                | 19.0 (66.2)                | 19.0 (66.2)                | 20.0 (68.0)                | 18.5 (65.3)                | 18.5 (65.3)                | 17.5 (63.5)                |
| معدل هطول الأمطار مم (إنش)        | 318.0 (12.52)              | 225.0 (8.86)               | 145.4 (5.72)               | 109.7 (4.32)               | 115.5 (4.55)               | 154.0 (6.06)               | 143.9 (5.67)               | 105.6 (4.16)               | 126.3 (4.97)               | 178.4 (7.02)               | 197.9 (7.79)               | 238.2 (9.38)               | 2٬057٫8 (81.02)            |
| متوسط الأيام الممطرة (≥ 0.1 mm)   | 21                         | 16                         | 16                         | 13                         | 14                         | 17                         | 16                         | 13                         | 14                         | 16                         | 18                         | 20                         | 194                        |
| متوسط الرطوبة النسبية (%)         | 88                         | 85                         | 84                         | 82                         | 82                         | 83                         | 84                         | 82                         | 82                         | 84                         | 86                         | 88                         | 84                         |
| المصدر: PAGASA                    |                            |                            |                            |                            |                            |                            |                            |                            |                            |                            |                            |                            |                            |

## أعلام
- سوزان فوينتيس